# Вяжля (Тамбовская область)
Вя́жля — село в Кирсановском районе Тамбовской области, входит в состав Марьинского сельсовета.

## География, климат
Село находится на реке Вяжля, притоке реки Вороны. В селе одна улица — имени Баратынского.
Расстояние до:
- районного центра Кирсанов 12 км.
- областного центра Тамбов 92 км.
- до столицы Москва 498 км.

Транспорт
В районе действует регулярное автобусное сообщение по межмуниципальным маршрутам, утвержденным на территории Кирсановского района, железнодорожный транспорт находится в Кирсанове, аэропорт — в Тамбове.
Климат
Климат умеренно континентальный, среднегодовая температура +5,3. Годовая норма осадков — 550 мм.

## Население
| 2010 |
| ---- |
| 42   |

## История
Село упоминается в переписной книге ревизской сказки 1745 г. В рукописи сказано: «Шацкого уезда село Вяжли. Купленные и переведенные дворовые люди из села Вознесенского Дмитриевского уезда, принадлежавшие Прасковии Васильевой: Ануфрий Федотов, его сыновья Алексей, Ермолай, Евдоким…».
С 1816 г. село принадлежало помещикам Баратынским. В книге переписи населения указано: «1816 год, марта 10-го дня. Тамбовской губернии. Кирсановского уезда села Вяжли генерал-лейтенантши Александры Федоровны Баратынской, о состоянии мужска и женска дворовых людях и крестьянах…».
В прошлом Вяжли — это обширное село, протянувшееся по реке Вяжля на 18 вёрст (более 19 км). Затем оно разделилось на части, которые получили названия по именам детей генерал-лейтенанта русской императорской армии Баратынского — Софьинка, Варваринка, Натальевка, Сергиевка, Евгеньевка.
В истории Тамбовской губернии сохранились памятные книжки Тамбовской губернии за 1894 и 1903 годы, в которых также упоминаются села и деревни по берегам реки Ворона и ее притоков, в том числе — село Вяжля.

## Инфраструктура
В селе продолжается хозяйственная деятельность: работают фермеры и магазин. Жителей села обслуживает почтовое отделение, расположенное в селе Марьинка.

## Знаменитые уроженцы
Известный поэт Евгений Баратынский родился в семье Баратынских 7 (18) марта 1800 году в Вяжле. Крещён в храме Покрова Пресвятой Богородицы. В селе проводятся празднования, посвященные памяти поэта.